# Ormosia cuatrecasasii
Ormosia cuatrecasasii är en ärtväxtart som beskrevs av Velva Elaine Rudd. Ormosia cuatrecasasii ingår i släktet Ormosia och familjen ärtväxter. Inga underarter finns listade i Catalogue of Life.